# Pseudosedum longidentatum
Pseudosedum longidentatum är en fetbladsväxtart som beskrevs av Antonina Georgievna Borissova. Pseudosedum longidentatum ingår i släktet Pseudosedum och familjen fetbladsväxter. Inga underarter finns listade i Catalogue of Life.